# سباق الطريق لنخبة السيدات في بطولة أوروبا للدراجات 2021
سباق الطريق لنخبة السيدات في بطولة أوروبا للدراجات 2021 (بالإيطالية: Campionati europei di ciclismo su strada 2021 - Gara in linea femminile Elite)‏ هو سباق دراجات هوائية، وهو الموسم رقم 6 من سباق الطريق لنخبة السيدات - بطولة أوروبا للدراجات، وأقيم في 11 سبتمبر 2021، وامتدّ لمسافة 107.2 كيلومتر، وهو أحد سباقات بطولة أوروبا للدراجات 2021.
فاز بالمركز الأول إيلين فان دايك، وبالمركز الثاني ليان ليبرت، وبالمركز الثالث راسا ليليفيتو.

## المشاركون
| فريق هولندا لركوب الدراجات للسيدات 2021 ‏ NED | فريق هولندا لركوب الدراجات للسيدات 2021 ‏ NED | فريق هولندا لركوب الدراجات للسيدات 2021 ‏ NED |
| -------------------------------------------- | -------------------------------------------- | -------------------------------------------- |
| م                                            | عداء                                         | مرتبة                                        |
| 1                                            | فلورتجي ماكايج                               | 12                                           |
| 2                                            | ريجان ماركوس                                 | 17                                           |
| 3                                            | ايمي بيترز                                   | 16                                           |
| 4                                            | Chantal van den Broek-Blaak                  | لم يكمل السباق                               |
| 5                                            | Ellen van Dijk                               | 1                                            |
| 6                                            | أنيميك فان فليوتن                            | 9                                            |
| 7                                            | ديمي فوليرينغ                                | 5                                            |
| 8                                            | ماريان فوس                                   | لم يكمل السباق                               |

| فريق إيطاليا لركوب الدراجات للسيدات 2021‏ ITA | فريق إيطاليا لركوب الدراجات للسيدات 2021‏ ITA | فريق إيطاليا لركوب الدراجات للسيدات 2021‏ ITA |
| -------------------------------------------- | -------------------------------------------- | -------------------------------------------- |
| م                                            | عداء                                         | مرتبة                                        |
| 9                                            | إليسا بالسامو                                | 10                                           |
| 10                                           | صوفيا بيرتيزولو                              | لم يكمل السباق                               |
| 11                                           | مارتا كافالي                                 | 6                                            |
| 12                                           | تاتيانا جوديرزو                              | لم يكمل السباق                               |
| 13                                           | إليسا ونغو بورغيني                           | 32                                           |
| 14                                           | إيريكا ماجندي                                | 24                                           |
| 15                                           | ثريا بالادين                                 | لم يكمل السباق                               |
| 16                                           | Debora Silvestri ‏                            | لم يكمل السباق                               |

| فريق الدنمارك لركوب الدراجات للسيدات 2021 ‏ DEN | فريق الدنمارك لركوب الدراجات للسيدات 2021 ‏ DEN | فريق الدنمارك لركوب الدراجات للسيدات 2021 ‏ DEN |
| ---------------------------------------------- | ---------------------------------------------- | ---------------------------------------------- |
| م                                              | عداء                                           | مرتبة                                          |
| 17                                             | Trine Holmsgaard ‏                              | لم يكمل السباق                                 |
| 18                                             | Marita Jensen ‏                                 | لم يكمل السباق                                 |
| 19                                             | بيرنيل ماثيسين                                 | لم يكمل السباق                                 |

| فريق ألمانيا لركوب الدراجات للسيدات 2021‏ GER | فريق ألمانيا لركوب الدراجات للسيدات 2021‏ GER | فريق ألمانيا لركوب الدراجات للسيدات 2021‏ GER |
| -------------------------------------------- | -------------------------------------------- | -------------------------------------------- |
| م                                            | عداء                                         | مرتبة                                        |
| 20                                           | ليزا برينور                                  | 11                                           |
| 21                                           | Tanja Erath ‏                                 | لم يكمل السباق                               |
| 22                                           | Kathrin Hammes ‏                              | 20                                           |
| 23                                           | رومي كاسبر                                   | لم يكمل السباق                               |
| 24                                           | ليزا كلاين                                   | لم يكمل السباق                               |
| 25                                           | كورينا ليتشنر                                | 30                                           |
| 26                                           | ليان ليبرت                                   | 2                                            |
| 27                                           | تريكسي ووراك                                 | لم يكمل السباق                               |

| فريق بلجيكا لركوب الدراجات للسيدات 2021 ‏ BEL | فريق بلجيكا لركوب الدراجات للسيدات 2021 ‏ BEL | فريق بلجيكا لركوب الدراجات للسيدات 2021 ‏ BEL |
| -------------------------------------------- | -------------------------------------------- | -------------------------------------------- |
| م                                            | عداء                                         | مرتبة                                        |
| 28                                           | Valerie Demey ‏                               | لم يكمل السباق                               |
| 29                                           | آن صوفي دويك                                 | لم يكمل السباق                               |
| 30                                           | لوت كوبيكي                                   | 14                                           |
| 31                                           | Lone Meertens ‏                               | لم يكمل السباق                               |
| 32                                           | Sara Van de Vel ‏                             | لم يكمل السباق                               |
| 33                                           | Julie Van de Velde ‏                          | لم يكمل السباق                               |
| 34                                           | Fien van Eynde ‏                              | لم يكمل السباق                               |
| 35                                           | Jesse Vandenbulcke ‏                          | لم يكمل السباق                               |

| فريق بولندا لركوب الدراجات للسيدات 2021‏ POL | فريق بولندا لركوب الدراجات للسيدات 2021‏ POL | فريق بولندا لركوب الدراجات للسيدات 2021‏ POL |
| ------------------------------------------- | ------------------------------------------- | ------------------------------------------- |
| م                                           | عداء                                        | مرتبة                                       |
| 36                                          | ماغورزاتا جاسيسكا                           | لم يكمل السباق                              |
| 37                                          | Karolina Karasiewicz ‏                       | لم يكمل السباق                              |
| 38                                          | Marta Lach ‏                                 | 25                                          |
| 39                                          | Aurela Nerlo ‏                               | لم يكمل السباق                              |
| 40                                          | كاتارزينا نيفيادوما                         | 4                                           |
| 41                                          | Anna Plichta ‏                               | لم يكمل السباق                              |
| 42                                          | Dorota Przęzak ‏                             | لم يكمل السباق                              |

| فريق فرنسا لركوب الدراجات للسيدات 2021 ‏ FRA | فريق فرنسا لركوب الدراجات للسيدات 2021 ‏ FRA | فريق فرنسا لركوب الدراجات للسيدات 2021 ‏ FRA |
| ------------------------------------------- | ------------------------------------------- | ------------------------------------------- |
| م                                           | عداء                                        | مرتبة                                       |
| 43                                          | أود بيانيك                                  | لم يكمل السباق                              |
| 44                                          | Audrey Cordon-Ragot                         | لم يكمل السباق                              |
| 45                                          | أوجيني دوفال                                | لم يكمل السباق                              |
| 46                                          | Victorie Guilman ‏                           | 26                                          |
| 47                                          | جولييت لابوس                                | 18                                          |
| 48                                          | غلاديس فيرهلست ‏                             | لم يكمل السباق                              |
| 49                                          | Morgane Coston ‏                             | لم يكمل السباق                              |

| فريق سويسرا لركوب الدراجات للسيدات 2021 ‏ SUI | فريق سويسرا لركوب الدراجات للسيدات 2021 ‏ SUI | فريق سويسرا لركوب الدراجات للسيدات 2021 ‏ SUI |
| -------------------------------------------- | -------------------------------------------- | -------------------------------------------- |
| م                                            | عداء                                         | مرتبة                                        |
| 50                                           | كارولين باور                                 | لم يكمل السباق                               |
| 51                                           | Elise Chabbey ‏                               | 15                                           |
| 52                                           | مارلين رويسر                                 | 7                                            |

| فريق إسبانيا لركوب الدراجات للسيدات 2021 ‏ ESP | فريق إسبانيا لركوب الدراجات للسيدات 2021 ‏ ESP | فريق إسبانيا لركوب الدراجات للسيدات 2021 ‏ ESP |
| --------------------------------------------- | --------------------------------------------- | --------------------------------------------- |
| م                                             | عداء                                          | مرتبة                                         |
| 53                                            | ساندرا ألونسو                                 | لم يكمل السباق                                |
| 54                                            | Ziortza Isasi ‏                                | لم يكمل السباق                                |
| 55                                            | Eukene Larrarte ‏                              | لم يكمل السباق                                |
| 56                                            | Irene Mendez‏                                  | لم يكمل السباق                                |
| 57                                            | إيدر ميرينو كورتازار                          | 19                                            |
| 58                                            | Lourdes Oyarbide ‏                             | لم يكمل السباق                                |
| 59                                            | غلوريا رودريغيز                               | لم يكمل السباق                                |

| فريق النرويج لركوب الدراجات للسيدات 2021 ‏ NOR | فريق النرويج لركوب الدراجات للسيدات 2021 ‏ NOR | فريق النرويج لركوب الدراجات للسيدات 2021 ‏ NOR |
| --------------------------------------------- | --------------------------------------------- | --------------------------------------------- |
| م                                             | عداء                                          | مرتبة                                         |
| 60                                            | Katrine Aalerud ‏                              | 22                                            |
| 61                                            | سوزان أندرسن                                  | 31                                            |
| 62                                            | Ingvild Gåskjenn ‏                             | لم يكمل السباق                                |
| 63                                            | Ingrid Lorvik ‏                                | لم يكمل السباق                                |
| 64                                            | Mie Bjørndal Ottestad ‏                        | 29                                            |

| فريق روسيا لركوب الدراجات للسيدات 2021 ‏ RUS | فريق روسيا لركوب الدراجات للسيدات 2021 ‏ RUS | فريق روسيا لركوب الدراجات للسيدات 2021 ‏ RUS |
| ------------------------------------------- | ------------------------------------------- | ------------------------------------------- |
| م                                           | عداء                                        | مرتبة                                       |
| 65                                          | Tatiana Antoshina ‏                          | لم يكمل السباق                              |
| 66                                          | Anastasia Chursina                          | لم يكمل السباق                              |
| 67                                          | تمارا بالابولينا ‏                           | 27                                          |
| 68                                          | RUS                                         | لم يكمل السباق                              |
| 69                                          | Margarita Syradoeva ‏                        | لم يكمل السباق                              |

| منتخب النمسا لركوب الدراجات للسيدات 2021‏ AUT | منتخب النمسا لركوب الدراجات للسيدات 2021‏ AUT | منتخب النمسا لركوب الدراجات للسيدات 2021‏ AUT |
| -------------------------------------------- | -------------------------------------------- | -------------------------------------------- |
| م                                            | عداء                                         | مرتبة                                        |
| 70                                           | Sarah Rijkes ‏                                | لم يكمل السباق                               |
| 71                                           | Christina Schweinberger ‏                     | لم يكمل السباق                               |
| 72                                           | Angelika Tazreiter ‏                          | لم يكمل السباق                               |

| فريق السويد لركوب الدراجات للسيدات 2021‏ SWE | فريق السويد لركوب الدراجات للسيدات 2021‏ SWE | فريق السويد لركوب الدراجات للسيدات 2021‏ SWE |
| ------------------------------------------- | ------------------------------------------- | ------------------------------------------- |
| م                                           | عداء                                        | مرتبة                                       |
| 73                                          | Nathalie Eklund (cyclist) ‏                  | لم يكمل السباق                              |
| 74                                          | حنا نيلسون                                  | 28                                          |

| فريق سلوفينيا لركوب الدراجات للسيدات 2021‏ SLO | فريق سلوفينيا لركوب الدراجات للسيدات 2021‏ SLO | فريق سلوفينيا لركوب الدراجات للسيدات 2021‏ SLO |
| --------------------------------------------- | --------------------------------------------- | --------------------------------------------- |
| م                                             | عداء                                          | مرتبة                                         |
| 75                                            | Urška Bravec ‏                                 | لم يكمل السباق                                |
| 76                                            | يوجينة بوجاك                                  | 13                                            |
| 77                                            | Urška Žigart ‏                                 | 23                                            |

| فريق أوكرانيا لركوب الدراجات للسيدات 2021‏ UKR | فريق أوكرانيا لركوب الدراجات للسيدات 2021‏ UKR | فريق أوكرانيا لركوب الدراجات للسيدات 2021‏ UKR |
| --------------------------------------------- | --------------------------------------------- | --------------------------------------------- |
| م                                             | عداء                                          | مرتبة                                         |
| 78                                            | Yuliia Biriukova ‏                             | لم يكمل السباق                                |
| 79                                            | Valeriya Kononenko ‏                           | لم يكمل السباق                                |
| 80                                            | Olena Sharha ‏                                 | لم يكمل السباق                                |
| 81                                            | Olga Shekel ‏                                  | لم يكمل السباق                                |
| 82                                            | Hanna Solovey ‏                                | لم يكمل السباق                                |

| فريق ليتوانيا لركوب الدراجات للسيدات 2021‏ LTU | فريق ليتوانيا لركوب الدراجات للسيدات 2021‏ LTU | فريق ليتوانيا لركوب الدراجات للسيدات 2021‏ LTU |
| --------------------------------------------- | --------------------------------------------- | --------------------------------------------- |
| م                                             | عداء                                          | مرتبة                                         |
| 83                                            | Olivija Baleišytė ‏                            | لم يكمل السباق                                |
| 84                                            | Inga Češulienė ‏                               | لم يكمل السباق                                |
| 85                                            | راسا ليليفيتو                                 | 3                                             |
| 86                                            | Viktorija Senkutė ‏                            | لم يكمل السباق                                |

| فريق روسيا البيضاء لركوب الدراجات للسيدات 2021 ‏ BLR | فريق روسيا البيضاء لركوب الدراجات للسيدات 2021 ‏ BLR | فريق روسيا البيضاء لركوب الدراجات للسيدات 2021 ‏ BLR |
| --------------------------------------------------- | --------------------------------------------------- | --------------------------------------------------- |
| م                                                   | عداء                                                | مرتبة                                               |
| 87                                                  | ألينا أمياليوسيك                                    | 8                                                   |

| فريق المجر لركوب الدراجات للسيدات 2021‏ HUN | فريق المجر لركوب الدراجات للسيدات 2021‏ HUN | فريق المجر لركوب الدراجات للسيدات 2021‏ HUN |
| ------------------------------------------ | ------------------------------------------ | ------------------------------------------ |
| م                                          | عداء                                       | مرتبة                                      |
| 88                                         | Zsófia Szabó ‏                              | لم يكمل السباق                             |

| فريق التشيك لركوب الدراجات للسيدات 2021‏ CZE | فريق التشيك لركوب الدراجات للسيدات 2021‏ CZE | فريق التشيك لركوب الدراجات للسيدات 2021‏ CZE |
| ------------------------------------------- | ------------------------------------------- | ------------------------------------------- |
| م                                           | عداء                                        | مرتبة                                       |
| 89                                          | Nikola Bajgerová ‏                           | لم يكمل السباق                              |
| 90                                          | جارماليا ماشاكوفا                           | لم يكمل السباق                              |
| 91                                          | Nikola Nosková ‏                             | لم يكمل السباق                              |

| فريق إسرائيل لسباق الدراجات على الطريق للسيدات 2021‏ ISR | فريق إسرائيل لسباق الدراجات على الطريق للسيدات 2021‏ ISR | فريق إسرائيل لسباق الدراجات على الطريق للسيدات 2021‏ ISR |
| ------------------------------------------------------- | ------------------------------------------------------- | ------------------------------------------------------- |
| م                                                       | عداء                                                    | مرتبة                                                   |
| 92                                                      | Rotem Gafinovitz ‏                                       | لم يكمل السباق                                          |
| 93                                                      | Omer Shapira ‏                                           | 21                                                      |

| فريق لاتفيا لركوب الدراجات للسيدات 2021‏ LAT | فريق لاتفيا لركوب الدراجات للسيدات 2021‏ LAT | فريق لاتفيا لركوب الدراجات للسيدات 2021‏ LAT |
| ------------------------------------------- | ------------------------------------------- | ------------------------------------------- |
| م                                           | عداء                                        | مرتبة                                       |
| 94                                          | Lija Laizāne                                | لم يكمل السباق                              |

| فريق سلوفاكيا لركوب الدراجات للسيدات 2021‏ SVK | فريق سلوفاكيا لركوب الدراجات للسيدات 2021‏ SVK | فريق سلوفاكيا لركوب الدراجات للسيدات 2021‏ SVK |
| --------------------------------------------- | --------------------------------------------- | --------------------------------------------- |
| م                                             | عداء                                          | مرتبة                                         |
| 95                                            | Tereza Medveďová ‏                             | لم يكمل السباق                                |

| فريق جمهورية أيرلندا لركوب الدراجات للسيدات 2021‏ IRL | فريق جمهورية أيرلندا لركوب الدراجات للسيدات 2021‏ IRL | فريق جمهورية أيرلندا لركوب الدراجات للسيدات 2021‏ IRL |
| ---------------------------------------------------- | ---------------------------------------------------- | ---------------------------------------------------- |
| م                                                    | عداء                                                 | مرتبة                                                |
| 96                                                   | Megan Armitage ‏                                      | لم يكمل السباق                                       |
| 97                                                   | Ellen Mcdermott‏                                      | لم يكمل السباق                                       |

| فريق آيسلندا لسباق الدراجات على الطريق للسيدات 2021‏ ISL | فريق آيسلندا لسباق الدراجات على الطريق للسيدات 2021‏ ISL | فريق آيسلندا لسباق الدراجات على الطريق للسيدات 2021‏ ISL |
| ------------------------------------------------------- | ------------------------------------------------------- | ------------------------------------------------------- |
| م                                                       | عداء                                                    | مرتبة                                                   |
| 98                                                      | Silja Jóhannesdóttir‏                                    | لم يكمل السباق                                          |
| 99                                                      | Hafdís Sigurðardóttir ‏                                  | لم يكمل السباق                                          |

| فريق رومانيا لركوب الدراجات للسيدات 2021‏ ROU | فريق رومانيا لركوب الدراجات للسيدات 2021‏ ROU | فريق رومانيا لركوب الدراجات للسيدات 2021‏ ROU |
| -------------------------------------------- | -------------------------------------------- | -------------------------------------------- |
| م                                            | عداء                                         | مرتبة                                        |
| 100                                          | Manuela Mureșan‏                              | لم يكمل السباق                               |
| 101                                          | Georgeta Ungureanu‏                           | لم يكمل السباق                               |

| انيكات سايكلنج تيم ‏ EIC | انيكات سايكلنج تيم ‏ EIC | انيكات سايكلنج تيم ‏ EIC |
| ----------------------- | ----------------------- | ----------------------- |
| م                       | عداء                    | مرتبة                   |
| 102                     | Varvara Fasoi ‏          | لم يكمل السباق          |

| فريق هولندا لركوب الدراجات للسيدات 2021 ‏ NED | فريق هولندا لركوب الدراجات للسيدات 2021 ‏ NED | فريق هولندا لركوب الدراجات للسيدات 2021 ‏ NED |
| -------------------------------------------- | -------------------------------------------- | -------------------------------------------- |
| م                                            | عداء                                         | مرتبة                                        |
| 1                                            | فلورتجي ماكايج                               | 12                                           |
| 2                                            | ريجان ماركوس                                 | 17                                           |
| 3                                            | ايمي بيترز                                   | 16                                           |
| 4                                            | Chantal van den Broek-Blaak                  | لم يكمل السباق                               |
| 5                                            | Ellen van Dijk                               | 1                                            |
| 6                                            | أنيميك فان فليوتن                            | 9                                            |
| 7                                            | ديمي فوليرينغ                                | 5                                            |
| 8                                            | ماريان فوس                                   | لم يكمل السباق                               |

| فريق إيطاليا لركوب الدراجات للسيدات 2021‏ ITA | فريق إيطاليا لركوب الدراجات للسيدات 2021‏ ITA | فريق إيطاليا لركوب الدراجات للسيدات 2021‏ ITA |
| -------------------------------------------- | -------------------------------------------- | -------------------------------------------- |
| م                                            | عداء                                         | مرتبة                                        |
| 9                                            | إليسا بالسامو                                | 10                                           |
| 10                                           | صوفيا بيرتيزولو                              | لم يكمل السباق                               |
| 11                                           | مارتا كافالي                                 | 6                                            |
| 12                                           | تاتيانا جوديرزو                              | لم يكمل السباق                               |
| 13                                           | إليسا ونغو بورغيني                           | 32                                           |
| 14                                           | إيريكا ماجندي                                | 24                                           |
| 15                                           | ثريا بالادين                                 | لم يكمل السباق                               |
| 16                                           | Debora Silvestri ‏                            | لم يكمل السباق                               |

| فريق الدنمارك لركوب الدراجات للسيدات 2021 ‏ DEN | فريق الدنمارك لركوب الدراجات للسيدات 2021 ‏ DEN | فريق الدنمارك لركوب الدراجات للسيدات 2021 ‏ DEN |
| ---------------------------------------------- | ---------------------------------------------- | ---------------------------------------------- |
| م                                              | عداء                                           | مرتبة                                          |
| 17                                             | Trine Holmsgaard ‏                              | لم يكمل السباق                                 |
| 18                                             | Marita Jensen ‏                                 | لم يكمل السباق                                 |
| 19                                             | بيرنيل ماثيسين                                 | لم يكمل السباق                                 |

| فريق ألمانيا لركوب الدراجات للسيدات 2021‏ GER | فريق ألمانيا لركوب الدراجات للسيدات 2021‏ GER | فريق ألمانيا لركوب الدراجات للسيدات 2021‏ GER |
| -------------------------------------------- | -------------------------------------------- | -------------------------------------------- |
| م                                            | عداء                                         | مرتبة                                        |
| 20                                           | ليزا برينور                                  | 11                                           |
| 21                                           | Tanja Erath ‏                                 | لم يكمل السباق                               |
| 22                                           | Kathrin Hammes ‏                              | 20                                           |
| 23                                           | رومي كاسبر                                   | لم يكمل السباق                               |
| 24                                           | ليزا كلاين                                   | لم يكمل السباق                               |
| 25                                           | كورينا ليتشنر                                | 30                                           |
| 26                                           | ليان ليبرت                                   | 2                                            |
| 27                                           | تريكسي ووراك                                 | لم يكمل السباق                               |

| فريق بلجيكا لركوب الدراجات للسيدات 2021 ‏ BEL | فريق بلجيكا لركوب الدراجات للسيدات 2021 ‏ BEL | فريق بلجيكا لركوب الدراجات للسيدات 2021 ‏ BEL |
| -------------------------------------------- | -------------------------------------------- | -------------------------------------------- |
| م                                            | عداء                                         | مرتبة                                        |
| 28                                           | Valerie Demey ‏                               | لم يكمل السباق                               |
| 29                                           | آن صوفي دويك                                 | لم يكمل السباق                               |
| 30                                           | لوت كوبيكي                                   | 14                                           |
| 31                                           | Lone Meertens ‏                               | لم يكمل السباق                               |
| 32                                           | Sara Van de Vel ‏                             | لم يكمل السباق                               |
| 33                                           | Julie Van de Velde ‏                          | لم يكمل السباق                               |
| 34                                           | Fien van Eynde ‏                              | لم يكمل السباق                               |
| 35                                           | Jesse Vandenbulcke ‏                          | لم يكمل السباق                               |

| فريق بولندا لركوب الدراجات للسيدات 2021‏ POL | فريق بولندا لركوب الدراجات للسيدات 2021‏ POL | فريق بولندا لركوب الدراجات للسيدات 2021‏ POL |
| ------------------------------------------- | ------------------------------------------- | ------------------------------------------- |
| م                                           | عداء                                        | مرتبة                                       |
| 36                                          | ماغورزاتا جاسيسكا                           | لم يكمل السباق                              |
| 37                                          | Karolina Karasiewicz ‏                       | لم يكمل السباق                              |
| 38                                          | Marta Lach ‏                                 | 25                                          |
| 39                                          | Aurela Nerlo ‏                               | لم يكمل السباق                              |
| 40                                          | كاتارزينا نيفيادوما                         | 4                                           |
| 41                                          | Anna Plichta ‏                               | لم يكمل السباق                              |
| 42                                          | Dorota Przęzak ‏                             | لم يكمل السباق                              |

| فريق فرنسا لركوب الدراجات للسيدات 2021 ‏ FRA | فريق فرنسا لركوب الدراجات للسيدات 2021 ‏ FRA | فريق فرنسا لركوب الدراجات للسيدات 2021 ‏ FRA |
| ------------------------------------------- | ------------------------------------------- | ------------------------------------------- |
| م                                           | عداء                                        | مرتبة                                       |
| 43                                          | أود بيانيك                                  | لم يكمل السباق                              |
| 44                                          | Audrey Cordon-Ragot                         | لم يكمل السباق                              |
| 45                                          | أوجيني دوفال                                | لم يكمل السباق                              |
| 46                                          | Victorie Guilman ‏                           | 26                                          |
| 47                                          | جولييت لابوس                                | 18                                          |
| 48                                          | غلاديس فيرهلست ‏                             | لم يكمل السباق                              |
| 49                                          | Morgane Coston ‏                             | لم يكمل السباق                              |

| فريق سويسرا لركوب الدراجات للسيدات 2021 ‏ SUI | فريق سويسرا لركوب الدراجات للسيدات 2021 ‏ SUI | فريق سويسرا لركوب الدراجات للسيدات 2021 ‏ SUI |
| -------------------------------------------- | -------------------------------------------- | -------------------------------------------- |
| م                                            | عداء                                         | مرتبة                                        |
| 50                                           | كارولين باور                                 | لم يكمل السباق                               |
| 51                                           | Elise Chabbey ‏                               | 15                                           |
| 52                                           | مارلين رويسر                                 | 7                                            |

| فريق إسبانيا لركوب الدراجات للسيدات 2021 ‏ ESP | فريق إسبانيا لركوب الدراجات للسيدات 2021 ‏ ESP | فريق إسبانيا لركوب الدراجات للسيدات 2021 ‏ ESP |
| --------------------------------------------- | --------------------------------------------- | --------------------------------------------- |
| م                                             | عداء                                          | مرتبة                                         |
| 53                                            | ساندرا ألونسو                                 | لم يكمل السباق                                |
| 54                                            | Ziortza Isasi ‏                                | لم يكمل السباق                                |
| 55                                            | Eukene Larrarte ‏                              | لم يكمل السباق                                |
| 56                                            | Irene Mendez‏                                  | لم يكمل السباق                                |
| 57                                            | إيدر ميرينو كورتازار                          | 19                                            |
| 58                                            | Lourdes Oyarbide ‏                             | لم يكمل السباق                                |
| 59                                            | غلوريا رودريغيز                               | لم يكمل السباق                                |

| فريق النرويج لركوب الدراجات للسيدات 2021 ‏ NOR | فريق النرويج لركوب الدراجات للسيدات 2021 ‏ NOR | فريق النرويج لركوب الدراجات للسيدات 2021 ‏ NOR |
| --------------------------------------------- | --------------------------------------------- | --------------------------------------------- |
| م                                             | عداء                                          | مرتبة                                         |
| 60                                            | Katrine Aalerud ‏                              | 22                                            |
| 61                                            | سوزان أندرسن                                  | 31                                            |
| 62                                            | Ingvild Gåskjenn ‏                             | لم يكمل السباق                                |
| 63                                            | Ingrid Lorvik ‏                                | لم يكمل السباق                                |
| 64                                            | Mie Bjørndal Ottestad ‏                        | 29                                            |

| فريق روسيا لركوب الدراجات للسيدات 2021 ‏ RUS | فريق روسيا لركوب الدراجات للسيدات 2021 ‏ RUS | فريق روسيا لركوب الدراجات للسيدات 2021 ‏ RUS |
| ------------------------------------------- | ------------------------------------------- | ------------------------------------------- |
| م                                           | عداء                                        | مرتبة                                       |
| 65                                          | Tatiana Antoshina ‏                          | لم يكمل السباق                              |
| 66                                          | Anastasia Chursina                          | لم يكمل السباق                              |
| 67                                          | تمارا بالابولينا ‏                           | 27                                          |
| 68                                          | RUS                                         | لم يكمل السباق                              |
| 69                                          | Margarita Syradoeva ‏                        | لم يكمل السباق                              |

| منتخب النمسا لركوب الدراجات للسيدات 2021‏ AUT | منتخب النمسا لركوب الدراجات للسيدات 2021‏ AUT | منتخب النمسا لركوب الدراجات للسيدات 2021‏ AUT |
| -------------------------------------------- | -------------------------------------------- | -------------------------------------------- |
| م                                            | عداء                                         | مرتبة                                        |
| 70                                           | Sarah Rijkes ‏                                | لم يكمل السباق                               |
| 71                                           | Christina Schweinberger ‏                     | لم يكمل السباق                               |
| 72                                           | Angelika Tazreiter ‏                          | لم يكمل السباق                               |

| فريق السويد لركوب الدراجات للسيدات 2021‏ SWE | فريق السويد لركوب الدراجات للسيدات 2021‏ SWE | فريق السويد لركوب الدراجات للسيدات 2021‏ SWE |
| ------------------------------------------- | ------------------------------------------- | ------------------------------------------- |
| م                                           | عداء                                        | مرتبة                                       |
| 73                                          | Nathalie Eklund (cyclist) ‏                  | لم يكمل السباق                              |
| 74                                          | حنا نيلسون                                  | 28                                          |

| فريق سلوفينيا لركوب الدراجات للسيدات 2021‏ SLO | فريق سلوفينيا لركوب الدراجات للسيدات 2021‏ SLO | فريق سلوفينيا لركوب الدراجات للسيدات 2021‏ SLO |
| --------------------------------------------- | --------------------------------------------- | --------------------------------------------- |
| م                                             | عداء                                          | مرتبة                                         |
| 75                                            | Urška Bravec ‏                                 | لم يكمل السباق                                |
| 76                                            | يوجينة بوجاك                                  | 13                                            |
| 77                                            | Urška Žigart ‏                                 | 23                                            |

| فريق أوكرانيا لركوب الدراجات للسيدات 2021‏ UKR | فريق أوكرانيا لركوب الدراجات للسيدات 2021‏ UKR | فريق أوكرانيا لركوب الدراجات للسيدات 2021‏ UKR |
| --------------------------------------------- | --------------------------------------------- | --------------------------------------------- |
| م                                             | عداء                                          | مرتبة                                         |
| 78                                            | Yuliia Biriukova ‏                             | لم يكمل السباق                                |
| 79                                            | Valeriya Kononenko ‏                           | لم يكمل السباق                                |
| 80                                            | Olena Sharha ‏                                 | لم يكمل السباق                                |
| 81                                            | Olga Shekel ‏                                  | لم يكمل السباق                                |
| 82                                            | Hanna Solovey ‏                                | لم يكمل السباق                                |

| فريق ليتوانيا لركوب الدراجات للسيدات 2021‏ LTU | فريق ليتوانيا لركوب الدراجات للسيدات 2021‏ LTU | فريق ليتوانيا لركوب الدراجات للسيدات 2021‏ LTU |
| --------------------------------------------- | --------------------------------------------- | --------------------------------------------- |
| م                                             | عداء                                          | مرتبة                                         |
| 83                                            | Olivija Baleišytė ‏                            | لم يكمل السباق                                |
| 84                                            | Inga Češulienė ‏                               | لم يكمل السباق                                |
| 85                                            | راسا ليليفيتو                                 | 3                                             |
| 86                                            | Viktorija Senkutė ‏                            | لم يكمل السباق                                |

| فريق روسيا البيضاء لركوب الدراجات للسيدات 2021 ‏ BLR | فريق روسيا البيضاء لركوب الدراجات للسيدات 2021 ‏ BLR | فريق روسيا البيضاء لركوب الدراجات للسيدات 2021 ‏ BLR |
| --------------------------------------------------- | --------------------------------------------------- | --------------------------------------------------- |
| م                                                   | عداء                                                | مرتبة                                               |
| 87                                                  | ألينا أمياليوسيك                                    | 8                                                   |

| فريق المجر لركوب الدراجات للسيدات 2021‏ HUN | فريق المجر لركوب الدراجات للسيدات 2021‏ HUN | فريق المجر لركوب الدراجات للسيدات 2021‏ HUN |
| ------------------------------------------ | ------------------------------------------ | ------------------------------------------ |
| م                                          | عداء                                       | مرتبة                                      |
| 88                                         | Zsófia Szabó ‏                              | لم يكمل السباق                             |

| فريق التشيك لركوب الدراجات للسيدات 2021‏ CZE | فريق التشيك لركوب الدراجات للسيدات 2021‏ CZE | فريق التشيك لركوب الدراجات للسيدات 2021‏ CZE |
| ------------------------------------------- | ------------------------------------------- | ------------------------------------------- |
| م                                           | عداء                                        | مرتبة                                       |
| 89                                          | Nikola Bajgerová ‏                           | لم يكمل السباق                              |
| 90                                          | جارماليا ماشاكوفا                           | لم يكمل السباق                              |
| 91                                          | Nikola Nosková ‏                             | لم يكمل السباق                              |

| فريق إسرائيل لسباق الدراجات على الطريق للسيدات 2021‏ ISR | فريق إسرائيل لسباق الدراجات على الطريق للسيدات 2021‏ ISR | فريق إسرائيل لسباق الدراجات على الطريق للسيدات 2021‏ ISR |
| ------------------------------------------------------- | ------------------------------------------------------- | ------------------------------------------------------- |
| م                                                       | عداء                                                    | مرتبة                                                   |
| 92                                                      | Rotem Gafinovitz ‏                                       | لم يكمل السباق                                          |
| 93                                                      | Omer Shapira ‏                                           | 21                                                      |

| فريق لاتفيا لركوب الدراجات للسيدات 2021‏ LAT | فريق لاتفيا لركوب الدراجات للسيدات 2021‏ LAT | فريق لاتفيا لركوب الدراجات للسيدات 2021‏ LAT |
| ------------------------------------------- | ------------------------------------------- | ------------------------------------------- |
| م                                           | عداء                                        | مرتبة                                       |
| 94                                          | Lija Laizāne                                | لم يكمل السباق                              |

| فريق سلوفاكيا لركوب الدراجات للسيدات 2021‏ SVK | فريق سلوفاكيا لركوب الدراجات للسيدات 2021‏ SVK | فريق سلوفاكيا لركوب الدراجات للسيدات 2021‏ SVK |
| --------------------------------------------- | --------------------------------------------- | --------------------------------------------- |
| م                                             | عداء                                          | مرتبة                                         |
| 95                                            | Tereza Medveďová ‏                             | لم يكمل السباق                                |

| فريق جمهورية أيرلندا لركوب الدراجات للسيدات 2021‏ IRL | فريق جمهورية أيرلندا لركوب الدراجات للسيدات 2021‏ IRL | فريق جمهورية أيرلندا لركوب الدراجات للسيدات 2021‏ IRL |
| ---------------------------------------------------- | ---------------------------------------------------- | ---------------------------------------------------- |
| م                                                    | عداء                                                 | مرتبة                                                |
| 96                                                   | Megan Armitage ‏                                      | لم يكمل السباق                                       |
| 97                                                   | Ellen Mcdermott‏                                      | لم يكمل السباق                                       |

| فريق آيسلندا لسباق الدراجات على الطريق للسيدات 2021‏ ISL | فريق آيسلندا لسباق الدراجات على الطريق للسيدات 2021‏ ISL | فريق آيسلندا لسباق الدراجات على الطريق للسيدات 2021‏ ISL |
| ------------------------------------------------------- | ------------------------------------------------------- | ------------------------------------------------------- |
| م                                                       | عداء                                                    | مرتبة                                                   |
| 98                                                      | Silja Jóhannesdóttir‏                                    | لم يكمل السباق                                          |
| 99                                                      | Hafdís Sigurðardóttir ‏                                  | لم يكمل السباق                                          |

| فريق رومانيا لركوب الدراجات للسيدات 2021‏ ROU | فريق رومانيا لركوب الدراجات للسيدات 2021‏ ROU | فريق رومانيا لركوب الدراجات للسيدات 2021‏ ROU |
| -------------------------------------------- | -------------------------------------------- | -------------------------------------------- |
| م                                            | عداء                                         | مرتبة                                        |
| 100                                          | Manuela Mureșan‏                              | لم يكمل السباق                               |
| 101                                          | Georgeta Ungureanu‏                           | لم يكمل السباق                               |

| انيكات سايكلنج تيم ‏ EIC | انيكات سايكلنج تيم ‏ EIC | انيكات سايكلنج تيم ‏ EIC |
| ----------------------- | ----------------------- | ----------------------- |
| م                       | عداء                    | مرتبة                   |
| 102                     | Varvara Fasoi ‏          | لم يكمل السباق          |

## التصنيف العام النهائي
| التصنيف العام | التصنيف العام        | التصنيف العام | التصنيف العام                                   | التصنيف العام |  |
| العداء        | العداء               | البلد         | الفريق                                          | الوقت         |  |
| ------------- | -------------------- | ------------- | ----------------------------------------------- | ------------- |  |
| 1             | Ellen van Dijk       | هولندا        | فريق هولندا لركوب الدراجات للسيدات 2021 ‏        | 2 س 50 د 35 ث |  |
| 2             | ليان ليبرت           | ألمانيا       | فريق ألمانيا لركوب الدراجات للسيدات 2021 ‏       | + 1 د 18 ث    |  |
| 3             | راسا ليليفيتو        | ليتوانيا      | فريق ليتوانيا لركوب الدراجات للسيدات 2021 ‏      | + 1 د 18 ث    |  |
| 4             | Katarzyna Niewiadoma | بولندا        | فريق بولندا لركوب الدراجات للسيدات 2021 ‏        | + 1 د 18 ث    |  |
| 5             | ديمي فوليرينغ        | هولندا        | فريق هولندا لركوب الدراجات للسيدات 2021 ‏        | + 1 د 19 ث    |  |
| 6             | مارتا كافالي         | إيطاليا       | فريق إيطاليا لركوب الدراجات للسيدات 2021 ‏       | + 1 د 19 ث    |  |
| 7             | مارلين رويسر         | سويسرا        | فريق سويسرا لركوب الدراجات للسيدات 2021 ‏        | + 1 د 19 ث    |  |
| 8             | ألينا أمياليوسيك     | بيلاروس       | فريق روسيا البيضاء لركوب الدراجات للسيدات 2021 ‏ | + 1 د 19 ث    |  |
| 9             | أنيميك فان فليوتن    | هولندا        | فريق هولندا لركوب الدراجات للسيدات 2021 ‏        | + 1 د 21 ث    |  |
| 10            | إليسا بالسامو        | إيطاليا       | فريق إيطاليا لركوب الدراجات للسيدات 2021 ‏       | + 2 د 29 ث    |  |